# سوبرمان (مجلة مصرية)
مجلة سوبرمان هي مجلة مصرية تصدر عن دار نهضة مصر. صدر العدد الأول منها في صيف 1997م بترخيص من شركة دي سي كوميكس الأمريكية، وهي مجلة غير منتظمة الصدور.
تُوجَّه المجلة إلى سن الشباب ولا توجد فيها أبواب ثابتة ما عدا باب لقاء الأصدقاء الذي ينشر مساهمات القراء من أشعار وقصص قصيرة ومعلومات ورسومات ومتاهات من إعداد قراء المجلة تحت عنوان ركن الهوايات، ويحتوى كل عدد على قصة كاملة من القصص الكرتونية لسوبرمان، عدد صفحات الكرتون 21 صفحة ذات قطع 17×24 سم. يختلف رسام مجلة سوبرمان عن الرسام الذي يرسم المجلة اللبنانية التي تصدر بالاسم نفسه.
شعار المجلة على الغلاف الخارجي (مغامرات مصورة للشباب) وسعرها المذكور 1.5 جنيه، وتتضمن المجلة إعلانات عن إصدارات نهضة مصر الأخرى وتنويهات عن المغامرات القادمة.

## فريق العمل
المستشار الأدبي: أحمد بحور
الإشراف العام: داليا محمد إبراهيم